# سیارک ۹۶۱۰
سیارک ۹۶۱۰ (به انگلیسی: 9610 Vischer، نامگذاری:1992RQ) نه هزار و ششصد و دهمین سیارک کشف‌شده است که در ۲ سپتامبر ۱۹۹۲ کشف شد.
قدر مطلق سیارک برابر ۱۳٫۷۰ است.